# Plavy
Plavy är en ort i Tjeckien. Den ligger i den norra delen av landet, 90 km nordost om huvudstaden Prag. Plavy ligger 399 meter över havet och antalet invånare är 1 077.
Terrängen runt Plavy är huvudsakligen lite kuperad. Plavy ligger nere i en dal. Runt Plavy är det ganska tätbefolkat, med 65 invånare per kvadratkilometer. Närmaste större samhälle är Liberec, 19,7 km väster om Plavy. I omgivningarna runt Plavy växer i huvudsak blandskog.